# MIPS Technologies
MIPS Technologies, Inc. (ранее MIPS Computer Systems, Inc.) — бесфабричная компания, проектирующая микроэлектронные устройства, наиболее известная разработкой архитектуры MIPS и линейки RISC-процессоров общего назначения. MIPS лицензировала микропроцессорную архитектуру и IP-ядра для устройств умного дома, сетевых и мобильных применений.
Компания MIPS Technologies прекратила разработку архитектуры MIPS и переключилась на создание систем на базе архитектуры RISC-V.

## История компании
MIPS Computer Systems Inc. была основана в 1984 группой исследователей из Стэнфордского университета, в которую входил Джон Лерой Хеннесси.
В 1988 году разработки MIPS Computer Systems были замечены компанией Silicon Graphics (SGI), которая начала использовать процессоры MIPS в своих компьютерах.
В 1992 году SGI приобрела MIPS за 333 миллиона долларов. Тогда же сменилось название на MIPS Technologies Inc.
30 июня 1998 года MIPS провела IPO, собрав 16,3 миллиона долларов. К июню 2000 SGI распродала все, принадлежавшие ей, акции MIPS.
EE Times сообщала, что на 1 ноября 2010 года в MIPS работает 150 человек.
К концу 1 квартала 2013 года, 498 из 580 патентов MIPS были переданы консорциуму Bridge Crossing, одним из его крупнейших членов которого является компания ARM, созданному объединением Allied Security Trust, а сама компания MIPS была продана британской Imagination Technologies Group.

## Продукция
Компания MIPS выпускала процессоры следующих версий архитектуры MIPS:
- MIPS I: R2000, R3000

- MIPS II: R6000

- MIPS III: R4000 (R4400), R4200 (R4300i), R4600 (R4700)

- MIPS IV: R5000, R8000, R10000 (R12000, R12000A, R14000, R14000A, R16000, R16000A, R18000)

Архитектура MIPS и разработанные в компании процессорные ядра широко применялись в бытовых развлекательных системах, сетевых и коммуникационных устройствах. Компания продавала лицензии на 32-разрядные и 64-разрядные архитектуры, а также на 32-разрядные IP-ядра.
Архитектура MIPS32 использовалась в 32-битных микроконтроллерах, бытовых устройствах (развлекательные, домашние сетевые устройства) и в мобильных устройствах.
Ядрами MIPS32 являются семейства 4K, M14K, 24K, 34K, 74K, 1004K (многоядерная и многопоточная) и 1074K (суперскалярная, с поддержкой многопоточности).
Архитектура MIPS64 широко применялась в сетевой инфраструктуре такими компаниями как Cavium Networks и NetLogic Microsystems.
У компании MIPS было более 125 лицензиатов, которые ежегодно поставляли более 500 миллионов микросхем, содержащих MIPS-процессоры (данные на 2010 год). В 2011 году средний размер лицензионных отчислений составлял, по оценкам Linley Group, около 7 центов за микросхему; за год было выпущено 656 миллионов чипов.
Процессоры и ядра MIPS Technologies широко использовались в портативных медиаплеерах, например их использовало около 75 % проигрывателей Blu-ray Disc. Также часто применялись в цифровых телевизорах и ресиверах цифрового телевидения. Портативное игровое устройство Sony PlayStation Portable использовало пару процессоров, основанных на ядре MIPS R4000.
В сетевом сегменте Cavium использовала до 16 MIPS ядер в семействе устройств OCTEON. Netlogic поставляла совместимые с Linux многоядерные процессоры XLP, XLR, XLS, основанные на ядре MIPS64. Для создания смартфонов и планшетов MIPS использовали Actions Semiconductor, Ingenic Semiconductor, Velocity Micro, TCL Corporation.
Среди других лицензиатов — Broadcom, которая разрабатывала процессоры с архитектурой MIPS более 10 лет. Microchip Technology использовала ядра MIPS в своих 32-разрядных микроконтроллерах PIC32. Mobileye разработала с использованием MIPS ядер процессоры EyeQ2 и EyeQ3.